# 2009 في الاتحاد الأوروبي
الأحداث من عام 2009 في الاتحاد الأوروبي.

## الحكم
- رئيس المجلس الأوروبي
  -  ميريك توبولانيك (كانون الثاني– أيار 2009)
  -  يان فيشر (أيار– حزيران 2009)
  -  فريدريك رينفلت (تموز – كانون الأول 2009)
- رئيس المفوضية الأوروبية -
  -  دوراو باروسو
- رئاسة مجلس الاتحاد الأوروبي -  التشيك (كانون الثاني – حزيران 2009) and  السويد (تموز– كانون الأول 2009)

## الأحداث

### كانون الثاني
- 1 كانون الثاني - جمهورية التشيك تتولى الرئاسة لأول مرة.[1]
- 1 كانون الثاني - تبنت سلوفاكيا اليورو وأصبحت العضو السادس عشر في منطقة اليورو.[2][3]
- 1 كانون الثاني - الموعد النهائي الذي يجب بحلوله بيع البضائع في جميع الدول الأعضاء في الاتحاد الأوروبي بالوحدات المترية (تم الانتهاء من ذلك بالفعل في كل مكان، باستثناء المملكة المتحدة). لم تتأثر لافتات الطرق في المملكة المتحدة (إشارات الطرق في جميع الدول الأعضاء الأخرى موجودة بالفعل بوحدات مترية).

### شباط
- 14 شباط - احتفلت ليتوانيا بألفية اسمها.

### أيار
- 7 أيار - افتتاح الشراكة الشرقية في براغ.

### حزيران
- 4-7 يونيو - جرت انتخابات البرلمان الأوروبي لعام 2009, ويختلف التاريخ المحدد حسب الدولة. حزب الشعب الأوروبي يشكل أكبر مجموعة.
- 7 يونيو - عقد استفتاء على تغيير قانون الخلافة في الدنمارك.

### تموز
- 1 تموز - السويد تتولى الرئاسة.[4]

### أيلول
- 16 أيلول - تأكيد الرئيس باروسو لولاية ثانية من قبل البرلمان (382 مقابل 219 وامتناع 117 عن التصويت)
- 17 أيلول - اجتماع استثنائي للمجلس الأوروبي في بروكسل للتحضير لاجتماع مجموعة العشرين.

### تشرين الأول
- 2 تشرين الأول - الناخبون الأيرلنديون يصوتون للتصديق على معاهدة لشبونة.
- 4 تشرين الأول - الانتخابات البرلمانية في اليونان.
- 30-29 تشرين الأول - اجتماع المجلس الأوروبي في بروكسل.

### تشرين الثاني
- 22 تشرين الثاني - الانتخابات الرئاسية في رومانيا.

### كانون الأول
- 1 كانون الأول - دخلت معاهدة لشبونة حيز التنفيذ.
- 6 كانون الأول - جولة الإعادة للانتخابات الرئاسية في رومانيا.

## الوفيات
- 27 شباط - مانيا مينيسكو, رئيس الوزراء الروماني السابق (مواليد 1916).